# میندن (نبراسکا)
میندن(به انگلیسی: Minden) شهری در ایالت نبراسکا کشور ایالات متحده آمریکا است که جمعیت آن در سرشماری سال ۲۰۱۰ میلادی، ۲٬۹۲۳ نفر بوده‌است.